# Shirakawa (Gifu)
Pour les articles homonymes, voir Shirakawa.
Shirakawa (白川村, Shirakawa-mura) est un village du district d'Ōno, dans la préfecture de Gifu au Japon.

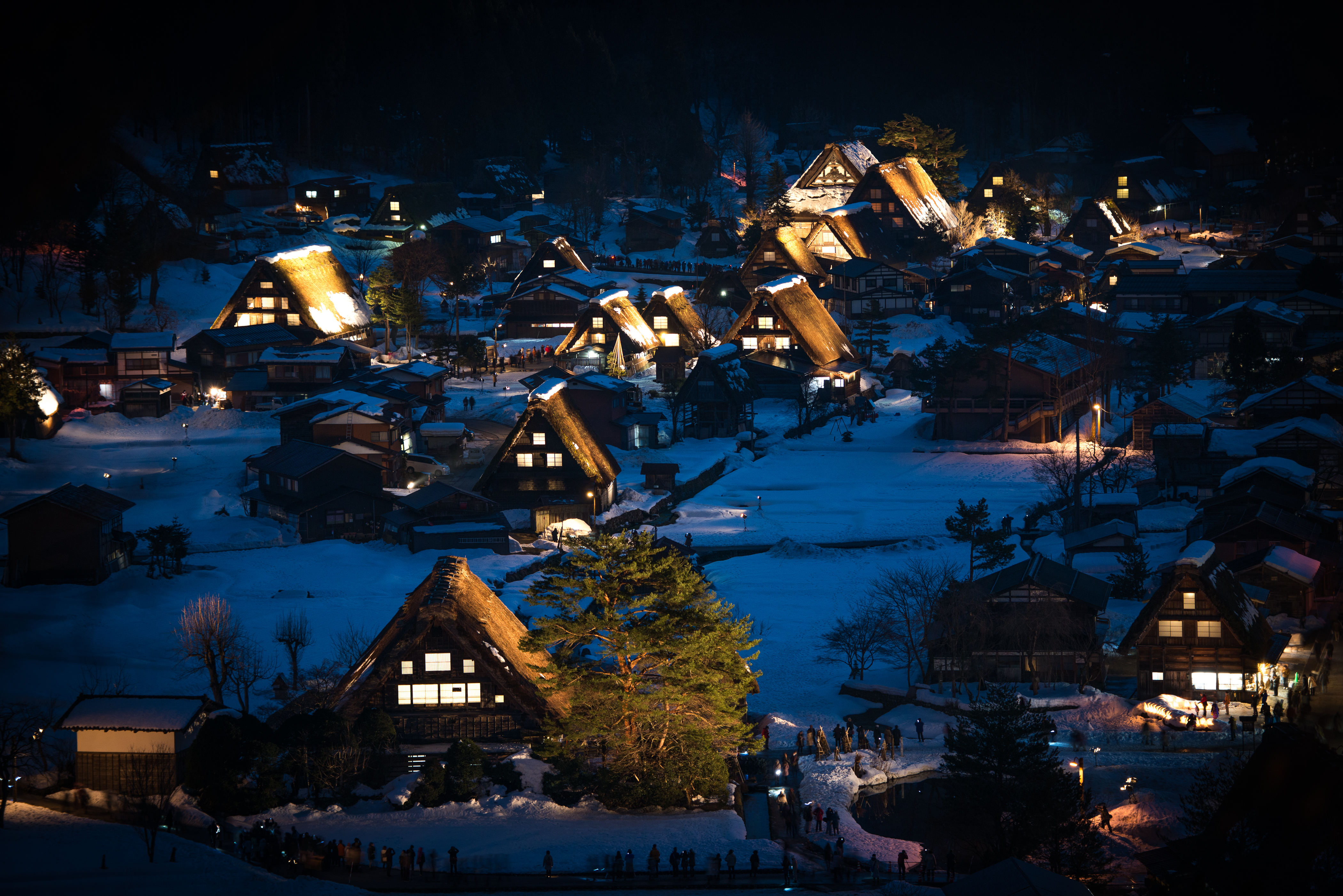
Gasshō-zukuri.

Le village de Shirakawa situé au nord-ouest de la ville de Takayama est célèbre pour son village historique, inscrit au patrimoine mondial de l'humanité et constitué de maisons typiques minka de style architectural appelé gasshō-zukuri. Le village obtient en 2023 le label Meilleurs villages touristiques de l'Organisation mondiale du tourisme.

## Géographie

### Situation

Le village de Shirakawa dans la préfecture de Gifu.

Le village de Shirakawa est un village de montagne situé dans la partie supérieure de la vallée de Shokawa au nord-ouest de la préfecture de Gifu. Il est traversé du sud au nord par le fleuve Shō. Sur une longueur d'environ 27 km, il s'étend du nord au sud entre les monts Ryōhaku, à l'ouest et les Hautes Terres de Hida, à l'est.
Près de 96 % de la superficie du village est occupée par des forêts et seulement 0,4 % par des terres cultivées.

### Démographie
Au 1er juillet 2013, la population de Shirakawa s'élevait à 1 710 habitants répartis sur une superficie de 356,55 km2.

### Climat
Le climat du village de Shirakawa est du type continental humide. Quatre saisons sont observées, l'hiver étant la plus marquée avec ses importantes chutes de neige (il tombe plus de 10 m de neige chaque année).

## Histoire
En 1875, alors que le système d'administration des municipalités du Japon se met en place, des villages de la province de Hida sont fusionnés pour former le village de Shirakawa.

## Municipalités voisines
| Kanazawa (préfecture d'Ishikawa) | Nanto (préfecture de Toyama)  | Hida                      |
| Hakusan (préfecture d'Ishikawa)  | Shirakwa                      | Hida (préfecture de Gifu) |
| Hakusan                          | Takayama (préfecture de Gifu) | Takayama                  |

## Jumelages
- 🇫🇷 Compiègne (France)
- Alberobello (Italie)

## Dans la culture populaire
- Le village d'Hinamizawa, lieu de l'action de Higurashi no naku koro ni, une série de dōjin-games adaptés en dessin animé, est basé sur Shirakawa. Beaucoup des lieux du dessin animé sont directement tirés de monuments du village, si bien qu'on trouve aujourd'hui des ema d'Higurashi au sanctuaire Shirakawa-hachiman à Shirakawa.
- Dans le dernier tome du volume 1 de Uncanny X-Force, Wolverine visite Shirakawa.